# 겐나디 콜빈
겐나디 바실레비치 콜빈(러시아어: Геннадий Васильевич Колбин, 1927년 5월 7일 ~ 1998년 1월 15일)은 1986년 12월 16일부터 1989년 6월 22일까지 카자흐 소비에트 사회주의 공화국의 공산당 중앙위원회 제1서기를 지냈다.

## 어린 시절
콜빈은 1927년 니즈니타길에서 태어났다. 1942년부터 1943년까지 그는 니즈니타길의 공장에서 모델 디자이너의 견습생과 구두장이로 일했다. 1943년, 그는 니즈니타길 광산과 야금 대학에서 공부하기 시작했다. 1947년부터 1959년까지 그는 니즈니타길 공장에서 디자이너 기술자, 기술 국장, 차장, 수석 엔지니어를 지냈다. 1954년 소련 공산당에 입당했다.
1955년에 그는 S. M. 키로프의 이름을 딴 우랄 폴리테크닉 인스티튜트를 졸업하고 나중에 대학원에서 공부했다.

## 정치 경력
1959년 공장에서 당위원회 서기를 지냈다. 1962년, 그는 니즈니타길 공산당 레닌 지구위원회 제2서기 겸 제1서기를 지냈다. 1962년부터 1970년까지 그는 소련 공산당의 니즈니타길 시위원회의 제2서기 겸 제1서기를 지냈다.
1970년부터 1975년까지 콜빈은 소련 공산당 스베르들롭스크 지역위원회의 서기장과 제2서기로 임명되었다. 1975년부터 1984년까지 그루지야 소비에트 사회주의 공화국의 최고 소비에트 대의원을 지냈다. 1976년 소련 공산당의 스베르들롭스크 지역위원회 제1서기로 승진한 후, 야코프 P. 랴보프는 소련 공산당의 스베르들롭스크 지역위원회 제1서기로 주요 후보로 고려되었다. 보리스 옐친은 이 직위에 지명되었다.
1983년부터 1986년까지 소련 공산당 울리야놉스크 지방위원회 제1서기를 지냈다. 그의 주도로 울리야놉스크에 모스크바 국립 대학교의 분교인 마이크로일렉트로닉스 센터가 열렸고 볼가강을 가로지르는 프레지던트 브리지를 건설하기로 결정했다. 1971년부터 1975년까지 러시아 소비에트 사회주의 공화국의 최고 소비에트 대의원을 지냈다.
콜빈은 1979년부터 1989년까지 소련 최고 소비에트의 부대표를 역임했다. 그는 또한 1987년부터 1989년까지 소련 최고 소비에트 의장단의 일원으로 재직했다.

## 말년
1990년 12월부터 콜빈은 연방 정부의 중요한 개인 연금 수급자였다. 1992년부터 1998년까지 OJSC 모스랄뱅크의 이사회 의장을 역임했다.
1998년 1월 15일, 콜빈은 그의 딸을 방문하기 위해 모스크바 지하철을 타고 여행하던 중 갑자기 몸이 좋지 않아 지하철에서 쓰러졌고, 심근 경색로 사망했다. 그는 모스크바의 트로예쿠롭스코예 묘지에 묻혔다.